# Kalundborgskriget
Kalundborgskriget var en militär konflikt som utkämpades mellan Sverige, allierat med Holstein, och en allians bestående av Danmark och hansestäderna Lübeck, Hamburg, Rostock, Wismar, Greifswald och Stralsund. Kriget var troligtvis ett resultat av den danske kungen Valdemar Atterdags expansionistiska politik i Norden. Trots att danskarna hade en del framgångar, slutade ändå konflikten med ett för Sverige fördelaktigt fredsavtal. Enligt detta tvingades Valdemar bland annat att erkänna försäljningen av Skåneland till den svenske regenten Magnus Eriksson.

## Bakgrund
Då Valdemar Atterdag valdes till dansk kung år 1340 befann sig hans rike i en svaghetsperiod. Större delen av landet var i händerna på holsteinska riddare, vilka hade fått länen i pant för stora fordringar. Skåneland (Skåne, Blekinge och Halland) hade sålts till Sverige. Den direkta orsaken bakom Kalundborgskriget är okänd men konflikten tros bottna i Valdemars försök att återupprätta det danska väldet.

## Krigets förlopp
1341 gick Valdemar samtidigt till anfall mot grevskapet Holstein och slottet Kalundborg på Själland, där hertiginnan Ingeborg (Magnus Erikssons mor) residerade. Hansestäderna Lübeck, Hamburg, Rostock, Wismar, Greifswald och Stralsund ställde sig på danskarnas sida, möjligen för att återupprätta maktbalansen i Norden. Holsteinarna lyckades emellertid undsätta Kalundborg och tvingade danskarna att häva belägringen.
Den 22 september slöts ett stilleståndsavtal mellan Ingeborg och Valdemar. Den 25 november samma år slöts även fred med svenskarna. Det sistnämnda avtalet bröts emellertid redan följande år. Den 26 juni mötes svensk-holsteinska och dansk-hanseatiska trupper vid Köpenhamn. Striderna slutade med dansk seger och enligt vissa källor ska 350 svenskar ha stupat. Svenskarna hade dock tidigare tagit kontroll över Köpenhamns slott, som de lyckades hålla till slutet av kriget. I oktober tappade Hansan intresse för konflikten och inledde förhandlingar med Sverige.

## Fredslutet
Den 17 juli slöts, troligen genom mecklenburgsk medling, ett fredsavtal mellan Sverige och Hansan. Med hanseaterna ute ur konflikten stod Valdemar inför ett tvåfrontskrig och tvingades även han att inleda förhandlingar. Den 18 november slöts en slutgiltig fred med Sverige i vilken Valdemar erkände försäljningen av Skåne, Blekinge och Halland, samt avstod från återlösningsrätten till landskapen. I gengäld fick han tillbaka Köpenhamns slott.